# Mexobisium pecki
Mexobisium pecki es una especie de arácnido del orden Pseudoscorpionida de la familia Bochicidae.

## Distribución geográfica
Se encuentra en México.